# Concilio de Ancyra
El Concilio de Ancyra (314) fue un concilio eclesiástico, o sínodo, convocado en Ancyra (la actual Ankara, capital de Turquía), sede de la administración romana para la provincia de Galacia, en el año 314.  La época fue poco después de la Pascua; el año puede deducirse con seguridad del hecho de que los primeros nueve cánones están destinados a reparar los estragos causados en la iglesia por la persecución, que cesó tras el derrocamiento de Maximino Daya en el 313. Sólo estuvieron presentes una docena de obispos, que sin embargo representaban a casi todas las partes de Siria y Asia Menor. Vitalis, obispo de Antioquía, o Marcelo de Ancira presidieron el concilio, y posiblemente ambos estuvieron presentes, aunque el Libellus Synodicus, también conocido como el Synodicon Vetus, asigna a este último.
- El décimo canon tolera los matrimonios de los diáconos que antes de la ordenación se habían reservado el derecho de tomar esposa.[1]

- El decimotercer canon prohíbe a los corepíscopo ordenar presbíteros o diáconos.[1]

- El canon decimosexto pone entre paréntesis a los cristianos que hayan cometido bestialidad, o que puedan haberla cometido, en varios grupos diferentes en función de la edad del infractor, y asigna diferentes penitencias a cada grupo; los hombres casados de más de 20 años fueron sancionados más duramente que los jóvenes solteros, y los hombres casados de más de 50 años recibieron las sanciones más duras.

- El canon decimoséptimo condena a los cristianos que hayan cometido bestialidad o hayan tenido relaciones sexuales con una mujer leprosa, siendo ellos mismos leprosos, a tener que orar con los invernantes - es decir, fuera de los edificios de la iglesia.
- La quiparación de las mujeres leprosas con las bestias se considera generalmente difícil de interpretar.

- La decimoctava salvaguarda el derecho del pueblo a objetar el nombramiento de un obispo que no desea.[1]

- El Canon XXII: En cuanto a los asesinos voluntarios, permanezcan postrados; pero al final de la vida, sean indulgentes con la plena comunión.

- El canon XXIV impone cinco años de penitencia a los que consultan a los magos.[3]